# Nina de Garis Davies
Nina de Garis Davies (* 6. Januar 1881 in Saloniki, Griechenland als Anna Macpherson Cummings; † 21. April 1965 in Oxford, Großbritannien); (signierte auch: Nina C. und Nina Macpherson) war eine britische Malerin. Sie kopierte die Wandmalereien in den ägyptischen Privat-Gräbern der Noblen in Theben-West.

## Jugend und Ausbildung
Anna Macpherson Cummings, genannt Nina, wurde am 6. Januar 1881 in Saloniki als älteste von drei Töchtern geboren. Ihr Vater, Cecil J. Cummings, hatte sich dort als Landwirt versucht, war jedoch später als Agent für eine Schifffahrtslinie tätig. Nach der Heirat mit Sarah Macintosh Tannoch waren die Eltern nach Saloniki gegangen. Die Mädchen sprachen Griechisch und wurden von ihrer Mutter unterrichtet in ihrem Haus am Berg Pelion über dem Golf von Volos. Nach dem Tod des Vaters 1894 ging die Familie zurück nach Aberdeen in Schottland. Danach zogen sie nach Bedford, wo die Mädchen eine Privatschule besuchten. Bald zogen sie nach London, damit Nina ihre künstlerische Ausbildung an der Slade School of Arts und später am Royal College of Art fortsetzen konnte. Ein Abschluss dort ist unbekannt – was aber zu damaliger Zeit bei Frauen nicht unüblich war.
Mit 25 Jahren besuchte sie Freunde in Alexandria und hier in Ägypten lernte sie auch Norman de Garis Davies kennen, den sie am 8. Oktober 1907 in London heiratete. Sie reisten sofort nach Theben an Normans neue Arbeitsstätte mit der Ägypten-Expedition des Metropolitan Museum of Art.
Siehe auch → Hauptartikel Norman de Garis Davies

## Die Arbeit der Kopisten (Bildabzeichner) Anfang des 20. Jahrhunderts
Obwohl die Fotografie auch in der Archäologie eingesetzt wurde, die vor ca. 100 Jahren nur schwarz/weiß war, wurden Kopisten, d. h. Maler und Zeichner, benötigt. Die Gräber waren oftmals klein, die Gänge niedrig, so dass sie für Fotoaufnahmen nicht optimal ausgeleuchtet werden konnten. Auch zeigten die Fotos oft Schatten. Für das Studium der Inschriften war so etwas fatal. Nur die Zeichner konnten die Hieroglyphen exakt wiedergeben. 1912 verbot die ägyptische Regierung den Papierabklatsch, um die Wandmalereien zu schützen. Die Abklatsch-Technik barg die Gefahr, auch Farbschichten von der Oberfläche abzunehmen. Diese Maßnahme erhöhte den Bedarf an Zeichnern. Die persönliche Handschrift der beschäftigten Künstler musste unter der Notwendigkeit der größtmöglichen Genauigkeit zurücktreten. Um die Inschriften verstehen und einen zeitlichen Zusammenhang herstellen zu können, mussten diese immer wieder verglichen werden, zumal einige Namen wie z. B. Amenophis sehr häufig auftauchten. Anfang des 20. Jahrhunderts beschäftigten sich nur wenige Wissenschaftler mit dem Studium der Hieroglyphen. In Großbritannien waren dies Archibald Henry Sayce und Francis Llewellyn Griffith. In Deutschland waren es Adolf Erman, Kurt Sethe und Hermann Grapow, die sich mit der Herausgabe eines ägyptischen Wörterbuchs beschäftigten, dessen erster Band 1926 erschien. Auch Alan Gardiner hatte daran mitgearbeitet und sammelte in Ägypten weitere Texte – nicht zuletzt für seine eigene Veröffentlichung, einem ägyptisch-englischen Wörterbuch, die berühmte Gardiner-Liste, eine Zusammenstellung der wichtigsten Hieroglyphen.

## Ninas Maltechnik in Farbe
Nachdem sie sich in Qurna eingerichtet hatten, suchte sich Nina bald darauf das Grab von Djehuty, besetzt durch Djehutiemheb, (TT45) für ihre ersten Versuche aus.
Anfang des 20. Jahrhunderts war es üblich, die Farb-Zeichnungen in Wasserfarbe herzustellen, die jedoch einen etwas flachen Eindruck hinterließen. Nina begann jetzt, mit den Farben zu experimentieren und einer ihrer ersten Assistenten, Francis Unwin, schlug den Gebrauch von „Ei-Tempera“ vor. Die Vorzüge dieser Farbe waren schon seit dem Mittelalter bekannt. Nach dem Trocknen kann die Farbe nicht mehr angelöst werden und in ihrer Beständigkeit ist sie sogar lichtecht. Einen Nachteil hat die Farbe übrigens: sie altert. Das bedeutet, Ei-Tempera sollte nach kurzer Zeit vermalt werden und kann nicht über einen längeren Zeitraum aufbewahrt werden. Das deckende Ergebnis gefiel so gut, dass sie diese Technik dann hauptsächlich angewendet hat.
Der erste Schritt, um eine Kopie herzustellen, war eine Bleistiftzeichnung. Das Material hierfür war Kopierpapier in Blättern von ca. 90 × 50 cm, das auf der Wand befestigt wurde. Danach musste die Kopie auf das ausgewählte Papier oder den Karton übertragen werden. Dafür wurde Graphitpapier verwendet, ein bewährtes Medium zum Durchzeichnen. Es hat im Prinzip die gleichen Eigenschaften wie Kohlepapier, ist im Gegensatz dazu jedoch fettfrei. Die Konturen lassen sich auf alle glatten und leicht rauen Oberflächen übertragen und problemlos wieder wegradieren. Zum Abpausen zeichnete Nina einen rechteckigen Rand um die gewünschte Szene und verbesserte nach dem Übertragen einige der Linien mit Bleistift. Danach malte sie den Rest freihändig vor der Wand. Hierfür besaß sie ein gutes Auge. Das richtige Licht wurde durch einen oder mehrere Spiegel und Diffusor erzeugt.
Der Schlüssel ihres Erfolges war die Methode ihres Farbauftrags. Sie meinte, dass der beste Weg einer Reproduktion der Aspekte des Gemäldes der Gebrauch derselben Farbsequenzen sei, die auch der damalige Künstler verwendet hatte. Wenn sie z. B. eine männliche Figur malte, die ein weißes Gewand trug, durch das die Farbe seines Körpers teilweise zu sehen war, begann sie mit dem Hintergrund, dann mit der Farbe des Körpers, der dann mit weiß für die Robe abgedeckt wurde und schließlich den rötlich-braunen Umriss erhielt. Sie erarbeitete sich die Figur, wie es der Maler der Antike getan hatte, indem sie weitere Farbe des Hintergrunds auftrug. Nina entschied sich dafür, den beschädigten oder fehlenden Teil eines Bildes nicht als „weißen Fleck“ wiederzugeben, sondern entwickelte einen Weg, diese Stelle in verwaschener Farbe auszumalen. So zeigte sie zwar das Fehlen an, der Gesamteindruck blieb jedoch erhalten. Risse in der Wand wurden von ihr sorgfältig eingezeichnet und erschienen oftmals dreidimensional.
Alan Gardiner war von ihren Zeichnungen höchst beeindruckt. Er sah den wichtigen historischen Wert und vereinbarte mit ihr, so viele Bilder von ihr zu kaufen, wie es ihm möglich war. Hieraus ergab sich ihre spätere Zusammenarbeit, die ihr ganzes Leben andauerte.

## Ninas Arbeit in Ägypten
Obwohl es Norman erst 1913 gelang, Nina eine Anstellung beim Graphic Branch der Expedition zu sichern, arbeitete sie seit ihrer Ankunft 1907 wie selbstverständlich in den Gräbern. Sie waren beide viel beschäftigt: für den Egypt Exploration Fund, dessen Direktor Alan H. Gardiner zeitweise war, hatten sie 1913 die Five Theban Tombs-Serie (TT) mit großem Erfolg begonnen. Das Grab des Nacht erschien 1912 als erster Band der „Robb de Peyster Tytus memorial series“ im Metropolitan Museum of Art, New York, 1912, und erregte große Aufmerksamkeit durch ihre Abbildungen in Farbe.

### Ancient Egyptian Paintings
Weil die „Theben Tomb Serie“ aus Kostengründen in schwarz-weiß Abbildungen gedruckt worden war, verfolgte Alan Gardiner die Idee, Ninas Farbbilder in einer einzigartigen Weise herauszubringen. James Henry Breasted, der Ninas Arbeit ebenfalls großes Interesse entgegenbrachte, vermittelte Gardiner die Bekanntschaft mit Mr. Welles Bosworth, dem Architekten von John D. Rockefeller jr., einem der großen amerikanischen Mäzene. 1927 zeigte er diesem seine Bildersammlung von Ninas Arbeiten in London. Im April 1929 schrieb ihm Breasted, dass Rockefeller bereit wäre, die Kosten für eine Veröffentlichung – unter dem Oriental Institute of the University of Chicago als Herausgeber – von Ninas Lebenswerk zu übernehmen.
Nun galt es, eine Auswahl zu treffen, die nach Möglichkeit eine Überschneidungen mit den 63 Farbbildern der Robb de Pester Tytus Memorial Serie des Metropolitan Museums of Art vermied und dennoch die Grabmalerei vom Anfang der 4. Dynastie (ca. 2700 v. Chr.) bis Ende der 20. Dynastie (1100 v. Chr.) widerspiegelte. Um diesen enormen Zeitraum abzudecken, erhielten sie das Einverständnis von Hermann Junker, Robert Ludwig Mond, Bernard Bruyère und Howard Carter, auch deren Abbildungen zu benutzen. Heinrich Schäfer vom Berliner Museum ließ Nina die Fischer-Szene aus Mennas Grab kopieren, und sowohl das Museum in Kairo als auch das Britische Museum gaben ihre Erlaubnis zu Reproduktionen. So kamen schließlich 104 Abbildungen zusammen. Für den Farbdruck wurde die Chiswick Press (Messrs. Whittingham & Griggs) ausgewählt, die – insgesamt gesehen – ein sehr gutes Ergebnis erzielten. Die Typografie, der Textdruck und das Binden lag bei der Oxford University Press. Die ersten beiden Bände erschienen als Atlas-Folio (ca. 60 cm) und enthalten jeweils 52 Farb-Abbildungen. Der erste Band enthält das Blatt „herausgegeben als eine Special Publication of the Oriental Institute of the University of Chicago“. Band III ist der Textband im Buchformat Oktav.
In der Einführung schreibt Nina in mehreren Kapiteln über die Entwicklung der Grabmalerei in den verschiedenen Epochen, die Werkzeuge, die Kombination von Relief und Farbe, die Künstler und ihre Vorgehensweise, die Haltbarkeit der Farbpigmente und ihre Veränderungen, sowie die Gründe für Zerstörungen, einmal durch Menschenhand, Nutzung als Wohnungen, aber auch durch den Kot von Fledermäusen und Wespen, die für ihre Larven Löcher in die Wände bohren.
Das Projekt wurde 1936 beendet. Durch diese Arbeit erfolgte die Abkapselung von Norman und sie zeigt Nina auf dem Höhepunkt ihrer Leistungen in der Ägyptologie.
1954 wurde das Werk in Frankreich herausgegeben von Albert Champdor. *La peinture Égyptienne Ancienne. Tome 1-5. Préface Albert Champdor. 40 planches couleurs avec le texte. Verlag: Albert Guillot, Paris 1953–1954
1959 erfolgte die deutsche Ausgabe: *Nina Macpherson Davies: Ägyptische Wandmalerei. Nach Originalen, meist aus d. 18. Dynastie, im Brit. Museum und in der Sammlung Bankes. Deutsch von Günther Steinig. safari kunstreihe. Safari-Verlag, Berlin 1959.

## Zurück in England
Gewöhnlich malte Nina 3 bis 5 Bilder pro Saison. In der Zeit von 1935 bis 1939 kann man jedoch einen starken Rückgang feststellen. Der Grund für ihre Abreise aus Ägypten 1939 ist nicht bekannt, aber er könnte in einer Kombination der Strategie des MMA gelegen haben und auch an Normans Alter. Auch könnte die ungewisse politische Lage eine Rolle gespielt haben, die sie zur Rückkehr nach England veranlasst haben. Die Muslimbruderschaft besetzte ab 1938 wichtige Posten in der ägyptischen Armee und den Gewerkschaften. Am 3. September 1939 hatten England und Frankreich Deutschland den Krieg erklärt.
In einer Kombination aus Verpflichtung und um den schmerzlichen Verlust von Normans Tod 1941 zu überwinden, begann sie mit der Aufarbeitung der Massen Materials, das sich über Jahrzehnte aus Ägypten angesammelt hatte und mit den Vorbereitungen für Normans Publikation The Temple of Hibis in el Khargeh Oasis. Part III, The Decoration. Während der Kriegsjahre half sie Percy E. Newberry, dessen Sammlung von Textilien zu katalogisieren. Außerdem unterstützte sie Alan H. Gardiner bei der Herausgabe von „Seven Private Tombs at Kurneh“ für den E.F.S., den zweiten Band zu den Mond Excarvations at Thebes (MET).
Ihre Sammlung farbiger Hieroglyphen, die sie für Gardiners „Wörterbuch“ zusammengetragen hatte, benutzte sie jetzt als Grundlage für ihr Buch „Picture Writing in Ancient Egypt“, das 1958 erschien.

### Tutankhamun’s Painted Box
1951 reiste Nina noch einmal nach Ägypten, um im Ägyptischen Museum von Kairo eine Truhe (JE 61467) aus dem Grab von Tutanchamun zu malen. Sie hatte eine persönliche Beziehung zu diesem Grab, denn als Harry Burtons erste Fotos machte und sowohl Albert Lythgoe als auch Arthur Mace vom MMA für die Mitarbeit an Carters sensationellem Fund freigestellt wurden, erfuhren sie im Metropolitan House alle Neuigkeiten aus erster Hand. Auch bei der offiziellen Graböffnung im Februar 1922 waren Norman und Nina anwesend.
Sie hatte davon früher schon einmal zwei Seiten gemalt und jetzt hatte Gardiner sie gedrängt, diese Arbeit zum Abschluss zu bringen. Die bemalte Truhe zeigt den König auf seinem von Pferden gezogenen Streitwagen auf der Löwenjagd und im Kampf gegen seine Feinde. Die Truhe zeigt eine wunderschöne Miniatur-Malerei, wie sie vorher nur aus Persien bekannt war.
Im Griffith Institute sind Ninas Notizen aus dem Museum in Kairo erhalten. Hier ein Auszug:

„Der Paraffinwachs, der von Carter zur Konservierung aufgetragen wurde, hat zweifellos das Blau und Grün verdunkelt, das bereits gedunkelt war durch das Alter. So entsprechen die gegenwärtigen Farben nicht den ursprünglich aufgetragenen. Es ist sehr schwer zu bestimmen, was dunkelblau war – so nah ist es dem Schwarz geworden. Auch das Grün hat nur ab und zu seinen richtigen Ton. Ich habe versucht, den Unterschied zwischen blau und schwarz zu zeigen (ohne mich zu weit von der heutigen Farbe zu entfernen), die man kennt von den üblichen Farben, die bei solchen Darstellungen verwendet werden; aber ob der Bart des Königs, Augenbrauen und Augen blau oder schwarz waren, kann jetzt unmöglich festgestellt werden.“

Nina Davies war – ebenso wie ihr Ehemann – von kleiner Statur. Trotz ihrer Arbeit in den Gräbern gelang es ihr, immer gepflegt auszusehen. Alle ihre Bekannten in Ägypten schildern sie als charmant und als exzellente Gastgeberin. Sie war in ihrer Arbeit von einer großen Entschlossenheit. Hierbei korrigierte sie Fehler ihrer Mitarbeiter hart, aber immer höflich. Erinnerungen aus den 1950er Jahren sehen sie als scheu und zurückhaltend, jedoch würdevoll, obwohl sie sehr freundlich und gesellig mit ihren Freunden war. Sie scheint ein einfaches und genügsames Leben geführt zu haben. Nach Normans Tod suchte sie den ägyptischen Hintergrund und man sagte, dass sie eifersüchtig sein Andenken hütete. Ihr letztes Buch veröffentlichte sie 1963 Scenes from some Private Tombs, in dem sie ihre bisher nicht publizierte Sammlung von Bildern aus Ägypten zusammengestellt hat.
Bis ca. 1964 lebte Nina in ihrem Haus in Hinksey Hill, Oxford, bis sie aufgrund einer Krebserkrankung ein Pflegeheim aufsuchen musste. Sie verstarb dort am 21. April 1965.
Das Metropolitan Museum of Art in New York besitzt eine unvergleichliche Sammlung von Faksimile-Gemälden der Wandbilder aus den ägyptischen Gräbern. Über 150 sind von Nina und ca. 50 von Norman, wobei einige der Bilder nicht eindeutig zuzuordnen sind – wahrscheinlich haben sie nur mit „N“ signiert. Neben den vom MMA publizierten Gräbern umfasst Ninas Werk auch viele weitere Grabkopien. Ihre größte Schaffensperiode scheint zwischen 1920 und 1935 gewesen zu sein, mit dem ersten Bild aus 1908 und dem letzten von 1938. Der Wert dieser Sammlung ist auch historisch einmalig, zumal heute viele der Gräber verfallen sind oder teilweise zerstört wurden.

## Veröffentlichungen
- 1923 Victoria and Albert Museum: Facsimiles of Theban wall-painting, by Nina de Garis Davies, lent by Dr Alan H. Gardiner. London.
- Henry Frankfort (Hrsg.): The Mural Painting of El-’Amarneh. Contributions by N. de Garis Davies, H. Frankfort, S.R.K. Glanville, T. Whittemore. (= The Francis G. Newton Memorial Volume.). The Egypt Exploration Society, London 1929.
- 1936 Ancient Egyptian Paintings selected, copied and described by Nina M. Davies. 3 Bände. With the editorial assistance of Alan H. Gardiner. Special Publication of the Oriental Institute of the University of Chicago. James Henry Breasted Editor. Thomas George Allen Associate Editor. The University of Chicago Press, Chicago 1936.
- 1941 The tomb of the vizier Ramose. Band 1: Mond excavations at Thebes. The Egypt Exploration Society, London.
- 1953/4 (mit A.H. Gardiner, A. Champdor) La peinture égyptienne ancienne. Paris.
- 1954 Egyptian Paintings. London.
- 1958 Picture writing in Ancient Egypt. Published on behalf of the Griffith Institute, Ashmolean Museum Oxford by Oxford University Press.
- 1958 Egyptian tomb paintings. from originals mainly of the 18th dynasty in the British Museum and the Bankes Collection, London.
- 1959 Ägyptische Wandmalerei. Nach Originalen, meist aus der 18. Dynastie, im Britischen Museum und in der Sammlung Bankes. Deutsche Übersetzung, Berlin.
- 1962 Tutankhamun’s Painted Box. Reproduced in colour from the original in the Cairo Museum and with explanatory text by Alan H. Gardiner. Printed for the Griffith Institute by V. Ridler, Oxford 1962, ISBN 0-900416-22-X.
- 1963 Torgny Säve-Söderberg, Nina de Garis Davies: Private Tombs at Thebes. Band I: Four Eighteenth Dynasty Tombs. / Band II: Scenes from Some Theban Tombs. Griffith Institute / University Press Oxford, Oxford 1957–1963.

The Theban Tombs Series (TTS). The Egypt Exploration Society, London:
- First and introductory memoir: The Tomb of Amenemhet (TT 82). 1915, (Reprinted lithographically 1973).
- Second memoir: The Tomb of Antefoker vizier of Sesostris I, and of His Wife, Senet (TT 60) with a chapter by Alan H. Gardiner, illustrated by six plates in colour by Nina de Garis Davies and by forty-two plates in line and collotype. (1920).
- Third memoir: The Tombs of two officials of Tuthmosis the Fourth (TT 75 and TT 90) illustrated by four plates in colour by Nina de Garis Davies and by thirty-four plates in line and collotype. (1923).
- Fourth memoir: The Tomb of Huy, viceroy of Nubia in the reign of Tut'ankhamun (TT 40) copied in line and colour by Nina de Garis Davies and with explanatory text by Alan H. Gardiner. (1926).
- Fifth memoir: The Tombs of Menkheperrasonb, Amenmose and Another (TT 86, TT 112, TT 42, TT 226), with a frontispiece in colour and line plates by Nina de Garis Davies and with an explanatory text by Norman de Garis Davies. (1933).

The Robb de Peyster Tytus Memorial Series. (RPMS) (Publications of The Metropolitan Museum of Art Egyptian Expedition.) 5 Bände, 1912–1927:
- I: The Tomb of Nakht at Thebes. With plates in color by L. Crane, Norman de Garis Davies, and F.S. Unwin of the Egyptian Expedition, and Nina de Garis Davies. 1912.
- II: The Tomb of Puyemrê at Thebes. With plates in color by N. De Garis Davies and H.R. Hopgood of the Egyptian Expedition. Band I: The Hall of Memories. 1922.
- III: The Tomb of Puyemrê at Thebes. With plates in color by N. de Garis Davies and H.R. Hopgood of the Egyptian Expedition. Band II: The Chapels of Hope. 1923.
- IV: The Tomb of Two Sculptors at Thebes. With plates in color by Norman de Garis Davies, Nina de Garis Davies, H.R. Hopgood and Charles K. Wilkinson of the Egyptian Expedition. 1925.
- V: Two Ramesside Tombs at Thebes. With plates in color by Norman de Garis Davies, H.R. Hopgood, C.K. Wilkinson, the late Norman Hardy and Nina de Garis Davies of the Egyptian Expedition. 1927

## Ausstellungen
Kataloge von Ausstellungen, an denen Nina Davies Arbeiten beteiligt waren:
- A. Lansing: An exhibition of copies of Egyptian wall paintings from tombs and palaces of the XVIII. and XIX. dynasties, 1600–1200 B.C. New York 1930.
- J. Carswell: Artists in Egypt: An exhibition of Paintings and Drawings by Artist employed by the Oriental Institute in Egypt, 1920–1935. Chicago 1978.
- C. K. Wilkinson, M. Hill: Egyptian Wall Paintings: The Metropolitan Museum of Art’s Collection of Facsimiles. New York 1983.